# ナショナル ジオグラフィック協会
ナショナル ジオグラフィック協会（National Geographic Society、NGS）は、アメリカ合衆国ワシントンD.C.に本部を置く、世界最大級の非営利科学・教育団体。地理学の普及を目指した33人のメンバーによって1888年1月13日に設立された。
協会のメディア部門は、ウォルト・ディズニー・カンパニーと同協会の合弁会社であるナショナル ジオグラフィック・パートナーズで、機関誌『ナショナル ジオグラフィック』を英語で発行するほか、約40の現地語版を発行している。また、その他の雑誌、書籍、学校教材、地図、ウェブや映画など、さまざまな言語や国で出版している。ナショナル ジオグラフィックのさまざまなメディア資産は、毎月2億8千万人以上の人々に届けられている。

## 概要
1888年1月13日、探検家、教師、軍人らの33人により地理学の普及と調査資金獲得のための非営利団体設立を決定。初代会長には、弁護士で篤志家のガーディナー・グリーン・ハバードが就任した。奇しくも「フロンティアの消滅」が宣言されたアメリカ国勢調査の最中の創立であった。
第2代会長には、電話の発明者で、ガーディナー・グリーン・ハバードの義理の息子にあたるグラハム・ベルが1898年1月に就任している。また、山本五十六もハーバード大学で語学研修を受けているときに協会の会員となり、ナショナル ジオグラフィック誌の愛読者であったことが知られている。
1963年にNational Geographic Televisionを設立、自然、科学、地理、歴史など幅広いジャンルにわたり豊富な映像素材（特に野生動物系のドキュメンタリーが多い）を保有している。
1997年には、フォックス・エンターテイメント・グループ（ニューズ・コーポレーション傘下）、NBCと共同でドキュメンタリー専門チャンネル「ナショナル ジオグラフィック チャンネル」を設立。世界160ヶ国で視聴可能、2006年度の視聴世帯数は3億人と発表されている。2015年秋にフォックスに売却。
タイタニックやマチュピチュの発見で知られるほか、月にはナショナル ジオグラフィック協会の旗がある。

## 雑誌の出版
第1巻は、協会設立8ヶ月後、1888年9月22日に出版された。最初の雑誌名はThe National Geographic Magazineで後に、National Geographicと短くなった。1896年1月から月刊誌となり、その時に、黄色に縁取りされた特徴的な装丁となった。ナショナル ジオグラフィックは世界で最も良く知られている雑誌の一つに数えられる。またアメリカ雑誌初の全編カラーとなった雑誌でもある。
日本語版は1995年に、外国語版としては世界で初めて創刊。日本語版の出版元は日経ナショナル ジオグラフィック社（日経BP社とナショナル ジオグラフィック協会の折半出資会社）である。2005年現在は日本語版の他に、イタリア語、ギリシャ語、スペイン語、ヘブライ語、ギリシア語、フランス語、ドイツ語、ポーランド語、タイ語、インドネシア語、韓国語、ポルトガル語、中国語、チェコ語、ルーマニア語、ロシア語、ノルウェー語、トルコ語、オランダ語版などが出版されている。世界で900万部以上販売されている。

## 資金提供した主なプロジェクト
ナショナル ジオグラフィック協会は、数多くの探検や調査プロジェクトに資金提供を行っている。支援した数は2005年時点で、7,500件を越えている。
- 北極探検 - 北極点到達世界初（ロバート・ピアリーら）
- インカ帝国の空中都市マチュ・ピチュ発掘（ハイラム・ビンガム）
- ジャック＝イヴ・クストーらによる深海調査
- ジェーン・グドールによるチンパンジーの研究
- 南極点への飛行（リチャード・バード）
- 植村直己による北極犬ゾリ単独行
- タイタニック号の発見調査
- ユダの福音書復元および翻訳
- ジェノグラフィック・プロジェクト - スペンサー・ウェルズ博士をプロジェクト・ディレクターとして初められた、全世界のあらゆる地域、あらゆる民族の遺伝子データを集め、人類の進化と拡散の過程を明らかにしていくことを目標としたプロジェクト。
- ホモ・ナレディ発見（リー・バーガー）